# Сойдогру, Рахман
Рахма́н Сойдогру́ (нем. Rahman Soyudoğru; род. 6 января 1989, Равенсбург) — немецкий футболист турецкого происхождения, нападающий клуба «Равенсбург». Двоюродный брат турецкого защитника Эмера Топрака.

## Клубная карьера
Сойдогру — воспитанник немецкого клуба «Фрайбург». 23 августа 2008 года в матче против дублёров «Гройтер Фюрт» он дебютировал за вторую команду «бразильцев из Брайсгау» в Региональной лиге «Юг». 30 августа в поединке против «Вальдхоф» Рахман забил свой первый гол за «Фрайбург II». В матче 32-го тура Региональной лиге «Юг» 2008/09 против «Бамберг» Сойдогру забил три гола и оформил хет трик. В 2010 году Сойдогру перешёл в турецкий «Сивасспор». 14 марта он дебютировал в турецкой Суперлиге в матче против клуба «Антальяспора»; это был его единственный и последний матч в клуба. В сентябре 2010 года подписал трёхлетний контракт с «Гёзтепе», но не выступал за основную команду.
Зимой 2011 года Сойдогру перешёл в австрийский «Райндорф Альтах». 8 марта 2011 года в матче против «Фёрст» он дебютировал во Второй лиге Австрии, после этого выступал за юношеский состав клуба и забил один гол. 19 марта в матче Региональной лиге Запад против Унион Инсбрук получил разрыв крестообразной связки, был заменён и пропустил конец сезона 2010/2011. Летом 2012 года Сойдогру перешёл в немецкий Зинген. 11 августа в матче против «Ноттингена» он дебютировал в Оберлиге Баден-Вюртемберг. 1 декабря в матче против того же «Ноттингена» Рахман забил свой первый гол за «Зинген». 20 апреля 2013 года в матче против «Грюнбаха» он забил дубль.
1 июля 2013 года на правах свободного агента Сойдогру перешёл в Равенсбург из одноимённого города, где родился и начинал карьеру. 10 августа в матче против «Ноттингена» он дебютировал Оберлиге Баден-Вюртемберг. 29 сентября в матче против дублёров «Штутгартер Киккерс» забил свой первый гол за «Равенсбург». В сентября 2019 года во встрече с клубом «Филлинген» получил разрыв ахиллова сухожилия.

## Карьера в сборной
14 июля 2008 года Рахман Сойдогру дебютировал в сборной Германии до 19 лет на чемпионате Европы по футболу 2008 среди юношей в матче против Испании. Германия стала в итоге победителем турнира, обыграв в финале Италию. В финальном матче Сойдогру остался на скамейке запасных. 3 сентября Рахман дебютировал в сборной Германии до 20 лет, сыграл против Австрии.